# Ротоногие
Ротоно́гие, или раки-богомолы (лат. Stomatopoda) — отряд ракообразных.

## Описание
Тело ротоногих крупное (от 10 до 34 см длиной) и расчленено на следующие отделы (или тагмы): протоцефалон, челюстегрудь — из слитных трёх челюстных и четырёх грудных сегментов, грудь — из четырёх свободных сегментов и мощно развитое сегментированное брюшко. Первая пара грудных ножек — чувствующая, со второй по пятую пары — хватательные, а последние три пары — ходильные. На 1—5-й парах грудных ног имеются жабры. Хватательные ноги имеют необычную особенность: в них последний членик острый, зубчатый, подобен лезвию и вкладывается в продольную борозду предпоследнего членика, как перочинный нож. Первая пара хватательных ножек самая крупная, ими схватывается добыча, а остальные хватательные ножки её удерживают. По строению хватательных ног ротоногие похожи на насекомых-богомолов, что и послужило поводом для их названия.
Брюшной отдел длиннее передней части тела. Первые пять брюшных ножек двуветвистые, листовидные, с перистыми щетинками. Функции передних брюшных ножек весьма разнообразны. Благодаря их взмахам, ротоногие плавают. Кроме того, на всех передних брюшных ножках располагаются жабры, имеющие вид тонкостенных, многократно ветвящихся придатков. Первые две пары брюшных ног у самцов преобразованы в копулятивный аппарат. Последняя пара брюшных ног уплощенные.  Вместе с тельсоном они образуют хвостовой плавник. Развитие с метаморфозом.

### Зрение
Среди существующих ныне животных раки-богомолы обладают одной из самых сложных зрительных систем: у раков-богомолов 16 цветочувствительных колбочек. Чувствительность длинноволнового зрения раков-богомолов может изменяться в зависимости от условий окружающей среды. Этот феномен, известный как «спектральная подстройка», по-разному выражен у разных видов. Чероске и его коллеги не обнаружили спектральной подстройки у Neogonodactylus oerstedii, вида, живущего в наиболее равномерно освещённой среде. У N. bredini, вида, обитающего в различных средах глубиной от 5 до 10 м (изредка до 20 м), спектральная подстройка зафиксирована, однако её способность изменять длину наиболее ощущаемой волны не так сильно выражена, как у вида N. wennerae, вида с наибольшим экологическим и световым разнообразием сред обитания.
Средняя полоса глаза состоит из шести рядов специализированных омматидиев — розеток светочувствительных клеток. В четырёх рядах содержится до 16 различных пигментов: 12 из них чувствительны к цвету, а остальные используются в качестве цветовых фильтров. Зрение раков-богомолов воспринимает и поляризованный свет, и многозональные изображения. Их глаза (укреплённые на независимых подвижных стебельках) сами по себе многоцветны и считаются самыми сложными глазами животного мира.
В каждом фасеточном глазе до 10 000 смежных омматидиев. Глаз состоит из 2 сплюснутых полусфер, разделённых 6 параллельными рядами специализированных омматидиев, совокупно называемых «средняя полоса». Таким образом, глаз разделён на три региона. Это позволяет ракам-богомолам видеть объекты тремя разными частями глаза. Другими словами, каждый глаз обладает тринокулярным зрением и восприятием глубины. Верхняя и нижняя полусферы в основном используются для различения форм и движения, как и глаза многих других ракообразных.
Ряды 1—4 средней полосы специализируются на цветовосприятии, от ультрафиолетового до более длинных волн. Их ультрафиолетовое зрение улавливает пять различных длин волн в дальнем УФ-диапазоне. Для этого используется два фоторецептора в сочетании с четырьмя разными цветовыми фильтрами. На данный момент нет доказательств способности раков-богомолов видеть инфракрасный свет. Оптические элементы в этих рядах включают 8 различных классов зрительных пигментов, а рабдом (область глаза, принимающая свет с одного направления) поделена на три различных пигментных слоя (яруса), каждый для своей длины волны. Три яруса в рядах 2 и 3 разделены цветовыми фильтрами (межрабдомные фильтры), которые можно отнести к 4 отчётливым классам, по два класса в каждом ряду. Конструкция многослойна и имеет следующий вид: первый ярус, цветной фильтр одного класса, второй ярус, цветной фильтр другого класса, третий ярус. Эти цветные фильтры позволяют ракам-богомолам видеть множество цветов. Без фильтров пигменты воспринимают только небольшую долю цветового спектра: примерно 490—550 нм. Ряды 5—6 также поделены на различные ярусы, но имеют только один класс зрительного пигмента (девятый) и специализируются на поляризованном свете. Они регистрируют различные плоскости поляризации. Десятый класс зрительных пигментов есть только в верхней и нижней полусферах глаза.
Средняя полоса покрывает только 5—10 градусов поля зрения, но, как и у большинства ракообразных, глаза раков-богомолов укреплены на стебельках. Движения глаз раков-богомолов необыкновенно свободны по любой оси — вплоть до 70 градусов — благодаря 8 независимым глазным мускулам, объединённым в 6 групп. С помощью этой мускулатуры рак-богомол осматривает окружение через среднюю полосу, собирая информацию о формах, силуэтах и местности, недоступную верхней и нижней полусферам глаза. Также они могут следить за движущимися объектами, используя резкие, размашистые движения глаза, выполняющиеся обоими глазами независимо. Благодаря сочетанию этих различных приёмов, в том числе движения в одном направлении, средняя полоса может объять значительную часть поля зрения.
У некоторых видов не меньше 16 типов фоторецепторов, поделённых на четыре класса (воспринимаемый ими спектр также уточняется цветовыми фильтрами в сетчатке), 12 из которых предназначены для цветового анализа в различных длинах волн (включая шесть, чувствительных к ультрафиолету), а четыре — для анализа поляризованного света. Для сравнения: большинство людей имеют всего четыре зрительных пигмента, из которых три различают цвета, а ультрафиолетовый свет блокируется роговицей. На выходе из сетчатки зрительная информация превращается во множество параллельных каналов данных, ведущих в центральную нервную систему, что существенно снижает необходимость дальнейшей обработки.
По крайней мере у двух видов обнаружена способность воспринимать круговую поляризацию света. Некоторые из их биологических четвертьволновых пластин работают более надёжно по всему зрительному спектру, чем любые современные искусственные поляризаторы, и предполагают, что они могут вдохновить новый тип оптических носителей, более эффективных, чем текущее поколение Blu-ray.
Вид раков-богомолов Gonodactylus smithii — единственный известный организм, способный воспринимать четыре линейных и два круговых компонента поляризации, необходимых, чтобы получить все четыре параметра Стокса, полностью описывающие поляризацию. Следовательно, у них оптимальное зрение поляризации.
Огромное разнообразие устройства фоторецепторов раков-богомолов, скорее всего, возникло из-за дупликации генов когда-то в прошлом. Любопытное последствие этой дупликации — несоответствие количества транскриптов опсинов и физиологически представленных фоторецепторов. У одного вида может быть 6 различных генов опсинов, но представлен только один спектральный тип фоторецептора. С течением времени раки-богомолы утратили исходный фенотип, хотя некоторые всё ещё имеют 16 различных фоторецепторов и 4 световых фильтра. Виды, которые обитают в различных световых средах, испытывают давление отбора по сохранению разнообразия фоторецепторов и лучше сохраняют исходный фенотип, чем виды, живущие в мутной воде или ведущие преимущественно ночной образ жизни.

#### Предположения о преимуществах зрительной системы
Преимущества чувствительности к поляризации не вполне ясны; тем не менее, другие животные используют зрение поляризации для передачи брачных сигналов и скрытной коммуникации, не привлекающей внимание хищников. Этот механизм может давать эволюционное преимущество; также он требует лишь незначительных изменений в клетках глаза и легко может развиться под влиянием отбора.
Глаза раков-богомолов могут позволять им различать разные типы кораллов, добычи (которая часто прозрачна или полупрозрачна) или хищников, таких как барракуда с переливающимися чешуйками. Либо же способ охоты раков-богомолов (заключающийся в крайне резком движении клешней) может требовать очень точной информации о пространстве, в частности, точного восприятия дистанции.
Во время брачных ритуалов раки-богомолы активно флуоресцируют, и длина волны этой флуоресценции совпадает с воспринимаемой длиной волны пигментами в их глазах. Самки плодородны только в определённые фазы приливного цикла; следовательно, возможность различать фазу Луны позволяет предотвратить напрасные усилия. Также она может дать раку-богомолу сведения о мощности прилива, что важно для организмов, живущих на мелководье.
Согласно некоторым предположениям, способность видеть ультрафиолет позволяет замечать добычу, которую иначе было бы сложно распознать на фоне кораллового рифа.
Исследования показывают, что итоговое цветовое восприятие раков-богомолов не сильно отличается от человеческого. Их глаза — механизм, действующий на уровне отдельных колбочек и помогающий работе мозга. Эта система предварительно обрабатывает зрительную информацию в глазу, а не в мозге; в противном случае потребовался бы мозг большего размера и много энергии, чтобы обработать такой поток сплошных данных. Хотя их глаза очень сложно устроены и ещё не до конца поняты, принцип системы кажется простым. Он подобен человеческому глазу, только действует наоборот. В нижневисочной коре мозга человека находится огромное количество специализированных по цвету нейронов, обрабатывающих зрительные импульсы от глаз и создающих цветные образы. Вместо этого раки-богомолы используют разные типы фоторецепторов в глазах, дающие тот же результат, что и человеческие цветовые нейроны. Это врождённая и более эффективная система для животного, которому нужно постоянно анализировать цвета. У людей меньше типов фоторецепторов, но больше цветовых нейронов, в то время как у раков-богомолов, судя по всему, меньше цветовых нейронов, но больше классов фоторецепторов.

## Ареал и среда обитания
Подавляющее большинство видов обитает в тропических и субтропических морях на небольшой глубине. Раки-богомолы съедобны и встречаются в дальневосточных морях у российского побережья. В Средиземном море обычен вид Рак-богомо́л (Squilla mantis). В Индийском и Тихом океанах ведётся промысел крупных ротоногих.

## Образ жизни
Большинство ротоногих роет норы в морском грунте. Мелкие виды родов Gonodactylus и Coronida прячутся в расщелинах и щелях между ветвями кораллов. Некоторые мелкие виды используют норы более крупных.
Распространены в тёплых морях и ведут хищный образ жизни. Большую часть времени ротоногие проводят в норах. Вылезая наружу, они ползают по поверхности грунта при помощи задних грудных ног, а также ловчих ногочелюстей, которые при этом сгибаются и на которые рак опирается, как на костыли. Раки могут и довольно быстро плавать. Раки-богомолы зарываются в грунт передним концом тела, орудуя рострумом и ногочелюстями. Готовая нора обычно имеет два выхода, и вода, направляемая взмахами передних брюшных ножек, свободно протекает через неё. Норы Lysiosquilla excavathrix достигают глубины 1 метр.

## Некоторые виды
- Семейство Gonodactylidae
  - Gonodactylus smithii
- Семейство Hemisquillidae
  - Hemisquilla ensigera
- Семейство Lysiosquillidae
  - Lysiosquillina maculata
- СемействоNannosquillidae
  - Nannosquilla decemspinosa
  - Platysquilla eusebia
- Семейство Odontodactylidae
  - Odontodactylus scyllarus,
- Семейство Pseudosquillidae
  - Pseudosquilla ciliata
- Семейство Squillidae
  - Oratosquilla oratoria
  - Rissoides desmaresti
  - Squilla empusa
  - Squilla mantis
- Семейство Tetrasquillidae
  - Heterosquilla tricarinata